# MDK2
MDK2 é um jogo de tiro em terceira pessoa, desenvolvido pela BioWare e publicado pela Interplay Entertainment para Dreamcast, Windows e PlayStation 2. É uma sequência do jogo MDK. Primeiramente lançado para Dreamcast em março de 2000, e posteriormente lançado para Windows em maio, com novos níveis de dificuldade e a possibilidade de salvar manualmente. Em março de 2001, uma versão com leves mudanças, incluindo modificações no level design e ajustes na jogabilidade, foi lançado para PlayStation 2 como MDK2: Armageddon. A versão de PC foi lançada no GOG.com em setembro de 2008, e na Steam em setembro de 2009. Um port da versão de PlayStation 2 foi lançada para Wii via WiiWare em 2011. Também em 2011, uma versão remasterizada em HD foi lançada para Windows. Nomeada de MDK2 HD, esta versão contem novos modelos 3D, texturas, melhor iluminação e musicas remasterizadas, foi publicada pela Beamdog em outubro de 2011, e na Steam em julho de 2012. 